# Espectáculo de drones

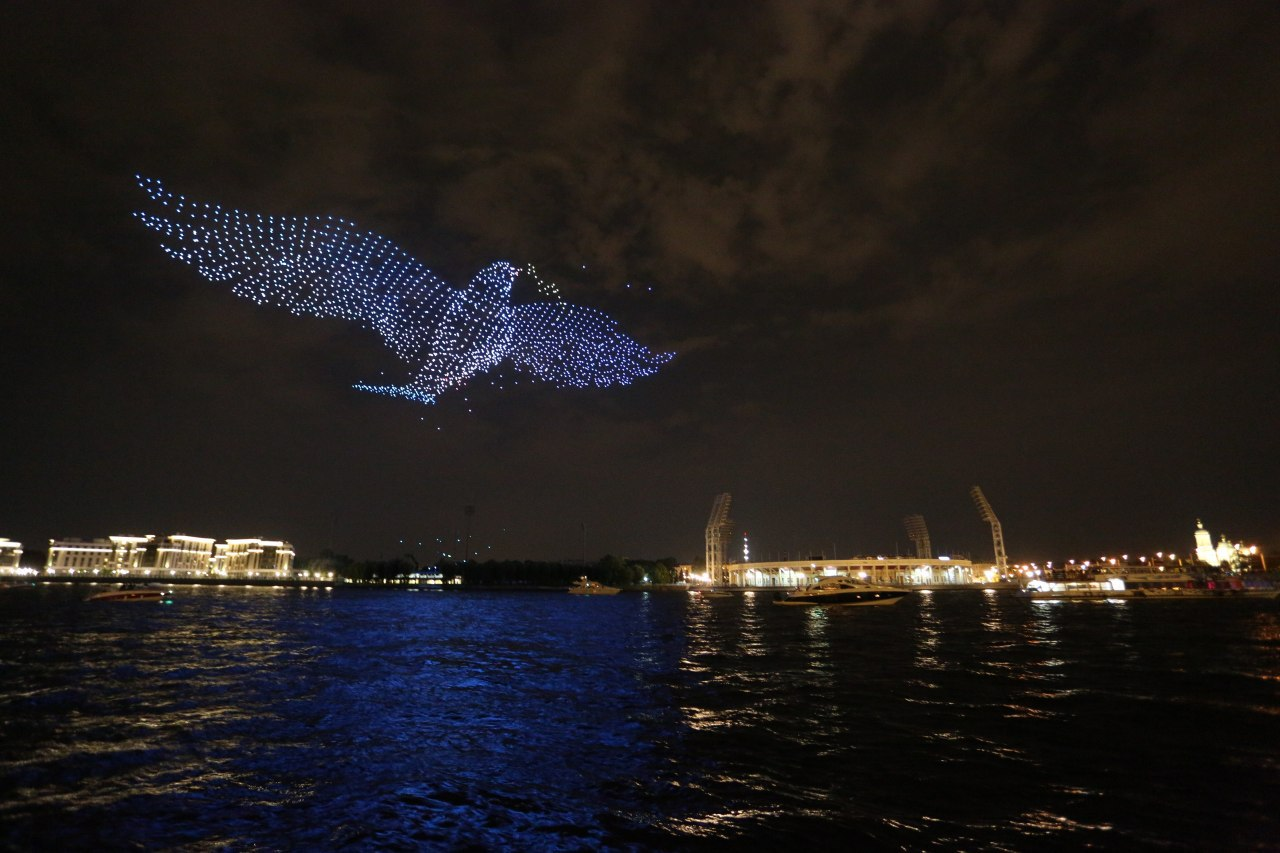
El 3 de septiembre de 2020, la compañía Geoscan marcó un hito en el Libro Ruso de los Récords al volar 2198 drones sobre el río Nevá, en San Petersburgo, para formar una «paloma de la paz» en conmemoración del 75.° aniversario de la victoria de Rusia en la Segunda Guerra Mundial.

Un espectáculo de drones consiste en el uso de múltiples vehículos aéreos no tripulados con luces que vuelan de manera coordinada para generar figuras o imágenes en el cielo nocturno.
El primer espectáculo de este tipo se llevó a cabo en 2012 en la ciudad austriaca de Linz, donde Ars Electronica Futurelab mostró sus SPAXELS por primera vez al público. Los espectáculos de drones son principalmente organizados para eventos publicitarios o de entretenimiento. Los vehículos utilizados generalmente actúan como «bandadas» o «enjambres». Intel, por su parte, creó el Shooting Star, un tipo de dron usado específicamente para los espectáculos de luces. Estos fueron usados en la ceremonia de apertura de los Juegos Olímpicos de Pieonchang 2018, el espectáculo de medio tiempo del Super Bowl en 21017 y en la celebración del Día de la Independencia de los Estados Unidos en 2018.
Los drones difieren de la pirotecnia porque son reutilizables, no producen contaminación y no generan ruidos fuertes. Sin embargo, su desventaja es que no se pueden usar bajo la lluvia o en el viento fuerte. A partir de los años 2020, algunas ciudades estadounidenses reemplazaron los tradicionales fuegos artificales en sus celebraciones de Día de la Independencia por espectáculos de drones o de luces láser para reducir el riesgo de incendios, contaminación y la molestia que experimentan animales y personas con trastorno por estrés postraumático.
Aunque los drones son generalmente seguros para los espectadores, ha habido incidentes. Por ejemplo, en un evento previo a la Copa Mundial Femenina de Fútbol de 2023 en Australia, 350 de los 500 drones usados en el show sufrieron un desperfecto técnico y cayeron al río Yarra.